# Luke Ayling
Luke David Ayling (Londres, Inglaterra, Reino Unido, 25 de agosto de 1991) es un futbolista inglés. Juega de defensa y su equipo es el Middlesbrough F. C. de la EFL Championship de Inglaterra.

## Trayectoria

### Arsenal
Ayling comenzó su carrera en las inferiores del Arsenal, club donde llegó a los 10 años. Fue parte del equipo juvenil del Arsenal que ganó la Premier Academy League y la FA Youth Cup en la temporada 2008-09. Firmó su primer contrato profesional con los Gunners en julio de 2009.

### Yeovil Town
En marzo de 2010 se fue a préstamo al Yeovil Town de la League One inicialmente por un mes, en este club debutó profesionalmente el 2 de abril de 2010 en el empate a cero ante el Southend United. Luego su préstamo se extendió hasta el final de la temporada.
El 30 de junio de 2010 Ayling fichó de modo permanente por el Yeovil.
Luego del descenso del equipo a la League One en la temporada 2013-14 su contrato con el club expiró. Rechazó renovar con Yeovil y dejó el club.

### Bristol City
El 8 de julio de 2014 fichó por el Bristol City por tres años.
Ganó el Football League Trophy en la temporada 2014-15, derrotando en la final al Walsall por 2-0 en el estadio de Wembley. Esta misma temporada el Bristol City ganó la League One y ascendió a la Championship.

### Leeds United
Fichó por el Leeds United de la EFL Championship el 11 de agosto de 2016 por tres años. Debutó por Leeds el 13 de agosto de 2016 en derrota 2-1 ante Birmingham City.
Fue el capitán del equipo por primera vez el 9 de agosto de 2017 en el encuentro contra el Port Vale de la Copa de la Liga. Esa temporada fue nombrado segundo capitán del equipo.
Renovó su contrato con el Leeds United el 19 de octubre de 2017 por cuatro años.

## Estadísticas
Actualizado al último partido disputado el 1 de marzo de 2025.
| Club                           | Div.          | Temporada     | Liga  | Liga  | Copas nacionales | Copas nacionales | Copas internacionales | Copas internacionales | Total | Total |
| Club                           | Div.          | Temporada     | Part. | Goles | Part.            | Goles            | Part.                 | Goles                 | Part. | Goles |
| ------------------------------ | ------------- | ------------- | ----- | ----- | ---------------- | ---------------- | --------------------- | --------------------- | ----- | ----- |
| Arsenal F. C. Inglaterra       | 1.ª           | 2009-10       | 0     | 0     | 0                | 0                | 0                     | 0                     | 0     | 0     |
| Arsenal F. C. Inglaterra       | Total club    | Total club    | 0     | 0     | 0                | 0                | 0                     | 0                     | 0     | 0     |
| Yeovil Town F. C. Inglaterra   | 3.ª           | 2009-10       | 4     | 0     | —                | —                | —                     | —                     | 4     | 0     |
| Yeovil Town F. C. Inglaterra   | 3.ª           | 2010-11       | 37    | 0     | 3                | 0                | —                     | —                     | 40    | 0     |
| Yeovil Town F. C. Inglaterra   | 3.ª           | 2011-12       | 44    | 0     | 4                | 0                | —                     | —                     | 48    | 0     |
| Yeovil Town F. C. Inglaterra   | 3.ª           | 2012-13       | 42    | 0     | 5                | 0                | —                     | —                     | 47    | 0     |
| Yeovil Town F. C. Inglaterra   | 2.ª           | 2013-14       | 42    | 2     | 4                | 1                | —                     | —                     | 46    | 3     |
| Yeovil Town F. C. Inglaterra   | Total club    | Total club    | 169   | 2     | 16               | 1                | 0                     | 0                     | 185   | 3     |
| Bristol City F. C. Inglaterra  | 3.ª           | 2014-15       | 46    | 4     | 12               | 0                | —                     | —                     | 58    | 4     |
| Bristol City F. C. Inglaterra  | 2.ª           | 2015-16       | 33    | 0     | 3                | 0                | —                     | —                     | 36    | 0     |
| Bristol City F. C. Inglaterra  | 2.ª           | 2016-17       | 1     | 0     | 0                | 0                | —                     | —                     | 1     | 0     |
| Bristol City F. C. Inglaterra  | Total club    | Total club    | 80    | 4     | 15               | 0                | 0                     | 0                     | 95    | 4     |
| Leeds United F. C. Inglaterra  | 2.ª           | 2016-17       | 42    | 0     | 1                | 0                | —                     | —                     | 43    | 0     |
| Leeds United F. C. Inglaterra  | 2.ª           | 2017-18       | 27    | 0     | 4                | 0                | —                     | —                     | 31    | 0     |
| Leeds United F. C. Inglaterra  | 2.ª           | 2018-19       | 40    | 2     | 2                | 0                | —                     | —                     | 42    | 2     |
| Leeds United F. C. Inglaterra  | 2.ª           | 2019-20       | 37    | 4     | 1                | 0                | —                     | —                     | 38    | 4     |
| Leeds United F. C. Inglaterra  | 1.ª           | 2020-21       | 38    | 0     | 0                | 0                | —                     | —                     | 38    | 0     |
| Leeds United F. C. Inglaterra  | 1.ª           | 2021-22       | 26    | 2     | 2                | 0                | —                     | —                     | 28    | 2     |
| Leeds United F. C. Inglaterra  | 1.ª           | 2022-23       | 29    | 2     | 3                | 0                | —                     | —                     | 32    | 2     |
| Leeds United F. C. Inglaterra  | 2.ª           | 2023-24       | 14    | 1     | 2                | 0                | —                     | —                     | 16    | 1     |
| Leeds United F. C. Inglaterra  | Total club    | Total club    | 253   | 11    | 15               | 0                | 0                     | 0                     | 268   | 11    |
| Middlesbrough F. C. Inglaterra | 2.ª           | 2023-24       | 19    | 0     | ―                | ―                | ―                     | ―                     | 19    | 0     |
| Middlesbrough F. C. Inglaterra | 2.ª           | 2024-25       | 26    | 0     | 2                | 0                | ―                     | ―                     | 28    | 0     |
| Middlesbrough F. C. Inglaterra | Total club    | Total club    | 45    | 0     | 2                | 0                | 0                     | 0                     | 47    | 0     |
| Total carrera                  | Total carrera | Total carrera | 547   | 17    | 48               | 1                | 0                     | 0                     | 595   | 18    |
| 1. 2.                          |               |               |       |       |                  |                  |                       |                       |       |       |

## Palmarés

### Títulos nacionales
| Título                 | Club                     | País       | Año     |
| ---------------------- | ------------------------ | ---------- | ------- |
| Premier Academy League | Arsenal F. C. (academia) | Inglaterra | 2008-09 |
| FA Youth Cup           | Arsenal F. C. (academia) | Inglaterra | 2008-09 |
| Football League Trophy | Bristol City F. C.       | Inglaterra | 2014-15 |
| Football League One    | Bristol City F. C.       | Inglaterra | 2014-15 |
| EFL Championship       | Leeds United F. C.       | Inglaterra | 2019-20 |